# Levriero polacco
Il levriero polacco è una razza canina di origine polacca riconosciuta dalla FCI (Standard N. 333, Gruppo 10, Sezione 3).
Nonostante il suo nome in lingua inglese sia Polish Greyhound, non discende affatto dal greyhound britannico ma è un diretto discendente del Saluki persiano.
Il levriero polacco ha temperamento tendenzialmente tranquillo anche se un po' diffidente. Fisicamente, si discosta in modo abbastanza netto dagli altri levrieri a pelo corto, avendo una struttura solida e forte. Cane dotato di grande velocità e buona resistenza, è adatto alla caccia di animali veloci ed alla corsa nei cinodromi.

## Storia
Il chart ("levriero" in lingua polacca) venne selezionato nel Regno di Polonia sin dal XIII secolo partendo da cani importati dalla Persia lungo le rotte commerciali di terra che mettevano le terre dei polacchi in comunicazione con l'Oriente lungo il bassopiano sarmatico. I primi epigoni della razza vengono citati già nel Gesta principum Polonorum del XII secolo.